# Летний дворец Петра I
Ле́тний дворе́ц Петра́ I — название сохранившейся до наших дней резиденции Петра I в Летнем саду Санкт-Петербурга. Используется как музей (филиал Русского музея).

## Здание

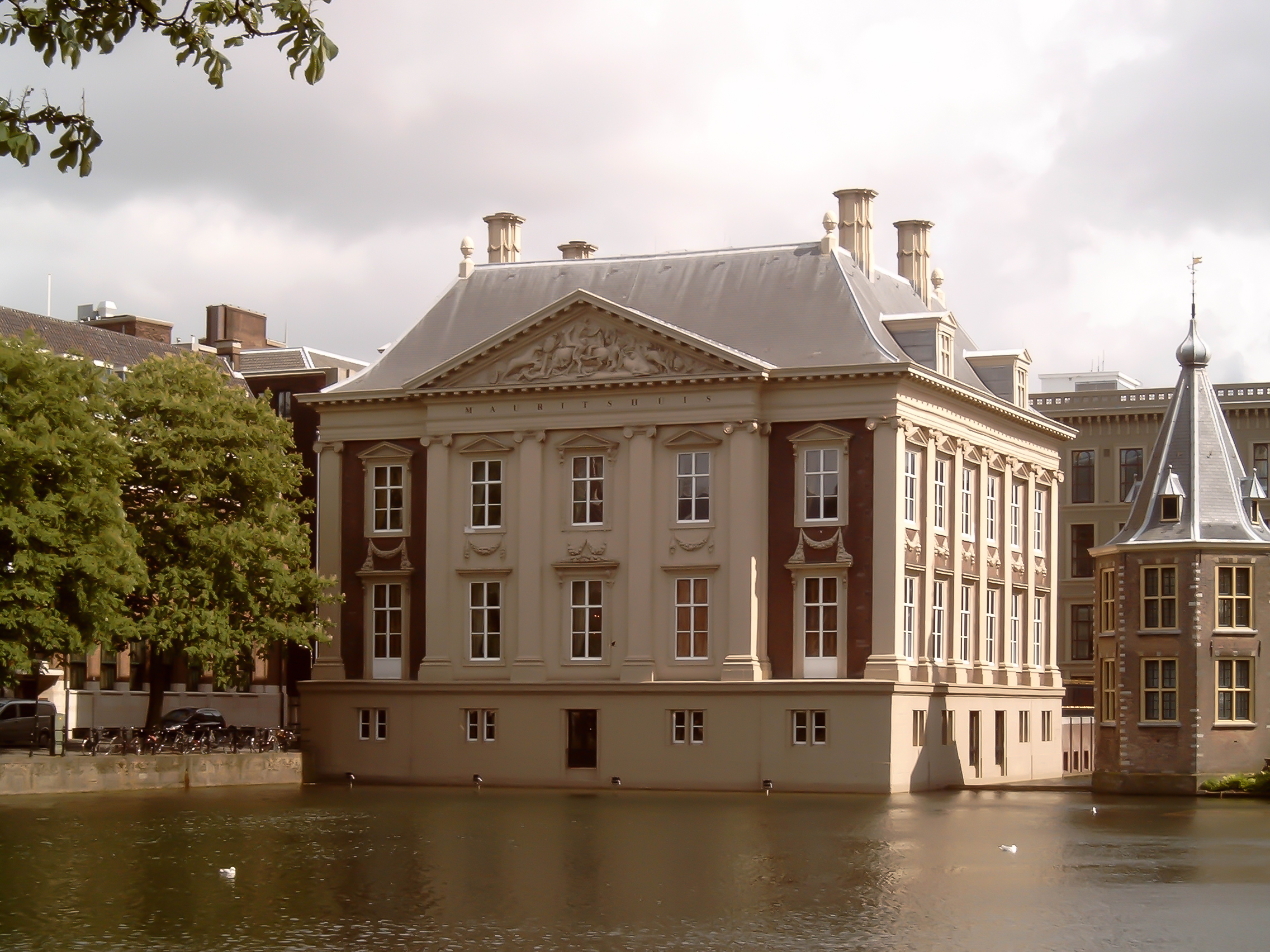
Дворец Маурицхёйс. 1634—1641. Архитектор П. Пост. Гаага

Летний дворец был построен в стиле «петровского барокко» по проекту Доменико Трезини в 1710—1714 годах. Это одно из старейших зданий города. Двухэтажный дворец состоит из четырнадцати комнат и двух кухонь. Резиденция предназначалась для использования только в тёплое время года — с мая по октябрь, поэтому стены в ней достаточно тонкие, а в окнах — одинарные рамы.
Почти квадратное в плане здание с вальмовой кровлей на европейский манер и флюгером наверху напоминает дворец Маурицхёйс в Гааге. Лужёное железо кровли выкрасили в серый цвет под сланец, каковым кроют здания в странах Северной Европы. Строительством руководил Андреас Шлютер с помощниками: Иоганном Браунштейном и другими. 29 терракотовых рельефов на фасадах дворца представляют аллегории событий Северной войны (выполнены по гравюрам немецкого художника А. Фукса, повторяющим в зеркальном изображении итальянские оригиналы А. Майоли конца XVI в.). Рельеф над входом создан скульптором Морбергом по рисунку Георга Маттарнови. Интерьеры Летнего дворца, как и многих других дворцов петровской эпохи, оформляли по проектам, которые привез с собой из Парижа Жан-Батист Леблон, и по рисункам его помощника Николя Пино. В этих проектах использованы ламбри — деревянные панно во всю высоту стен с лепкой, окрашенной в светлые тона и частичной позолотой, а также росписи, зеркала, камины и десюдепорты, падуги, живописные плафоны. Отдельные росписи выполняли русские мастера Александр Захаров, И. Заварзин и Ф. Матвеев.

## История
Пётр въехал в частично отделанный дворец в 1711 году и жил там каждое лето до самой смерти (1725). Он занимал нижний этаж, а помещения второго этажа предназначались для Екатерины. После смерти Петра вплоть до середины XIX века дворец использовался в качестве летней резиденции для сановников и придворных: Алексей Горчаков (в 1815), Дмитрий Лобанов-Ростовский (в 1816), Михаил Милорадович (с 1822), Егор Канкрин (1830-е), Фёдор Вронченко (1840-е). Сановники жили здесь в холодное время года; им предоставлялся только второй этаж. При Александре I весной и летом в царскую резиденцию стали допускать публику; в 1840 году была составлена подробная опись «исторических достопамятностей», некоторые из них были реставрированы.
В 1934 году в здании дворца был открыт историко-бытовой музей. Во время Великой Отечественной войны здание пострадало: были вырваны рамы, осыпалась штукатурка на потолках комнат и на фасаде, крыша была повреждена осколками снарядов. Реставрация дворца началась в 1946 году. В 1947 году музей был снова открыт для посещений. В 1950—1960-х годах была проведена полномасштабная реставрация с целью восстановить изначальный облик дворца, в том числе были заменены полы, изменена система отопления, восстановлена лепка, рисунок плафонов, возвращена обивка стен тканью.
После музеефикации Гаванца к зданию пристроили новое крыльцо.

## Галерея

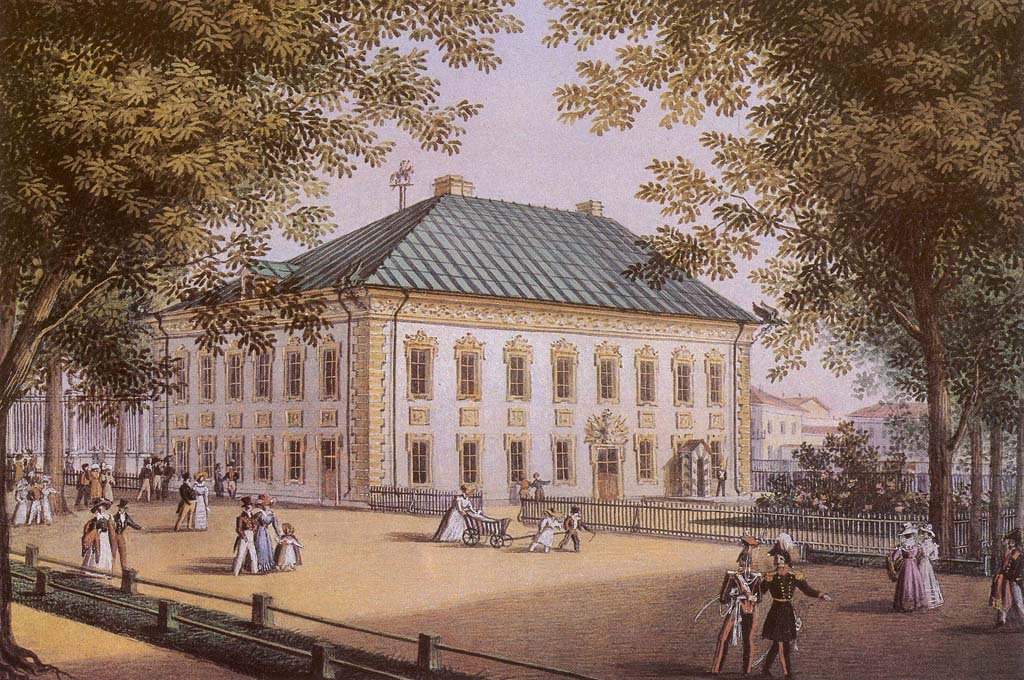
Акварель К. Беггрова, 1820-е годы
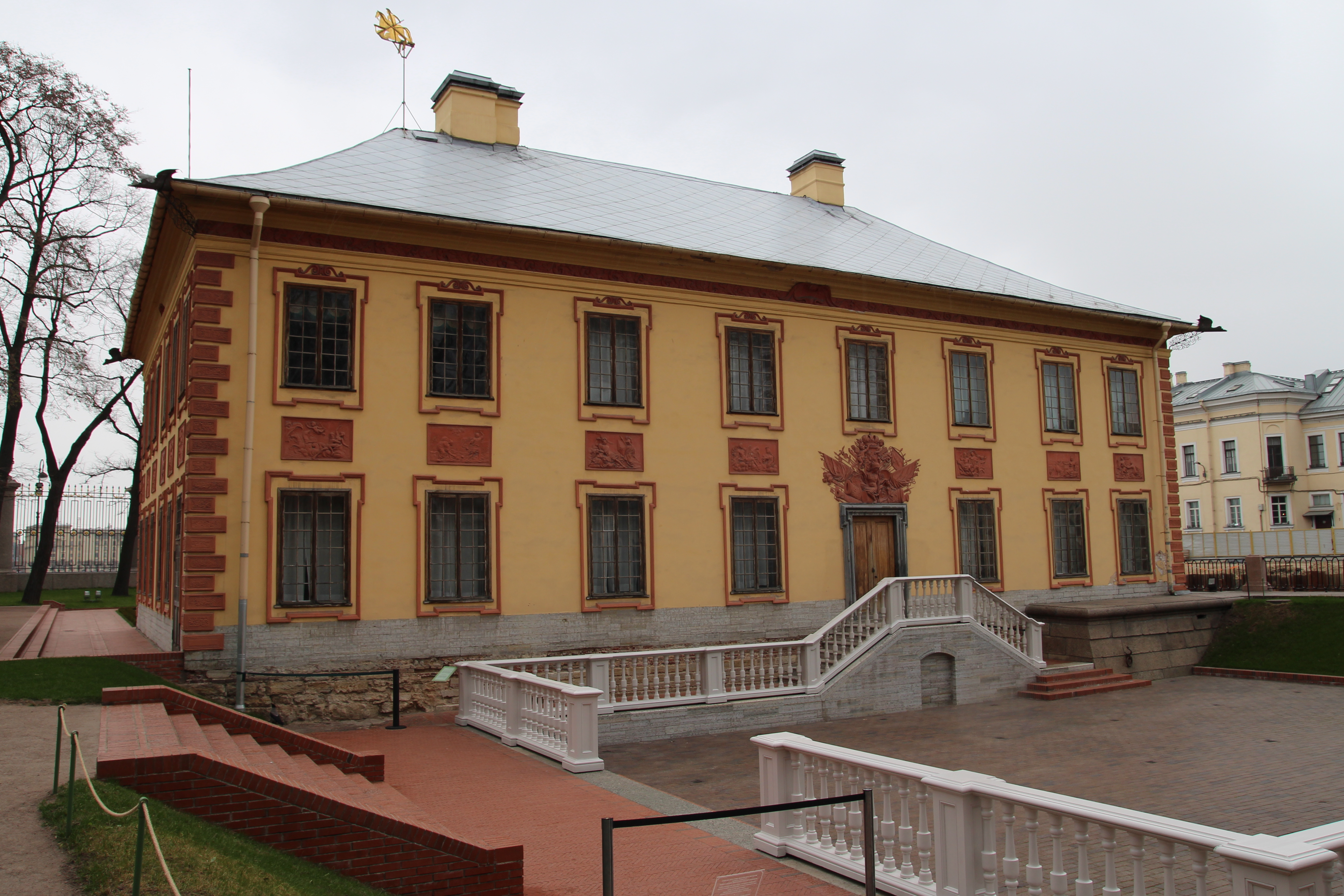
Пристроенное крыльцо
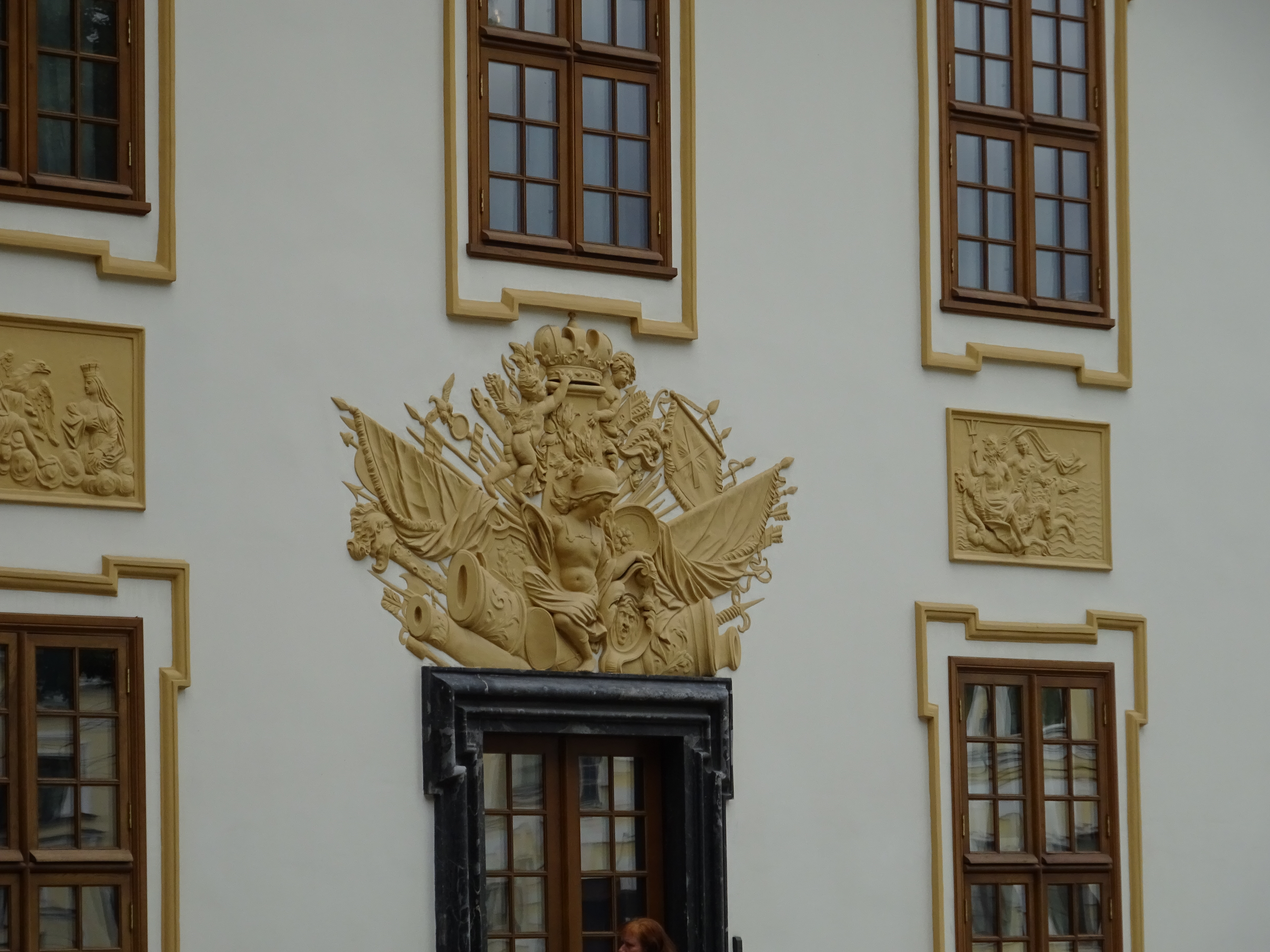
Барельефы на фасаде
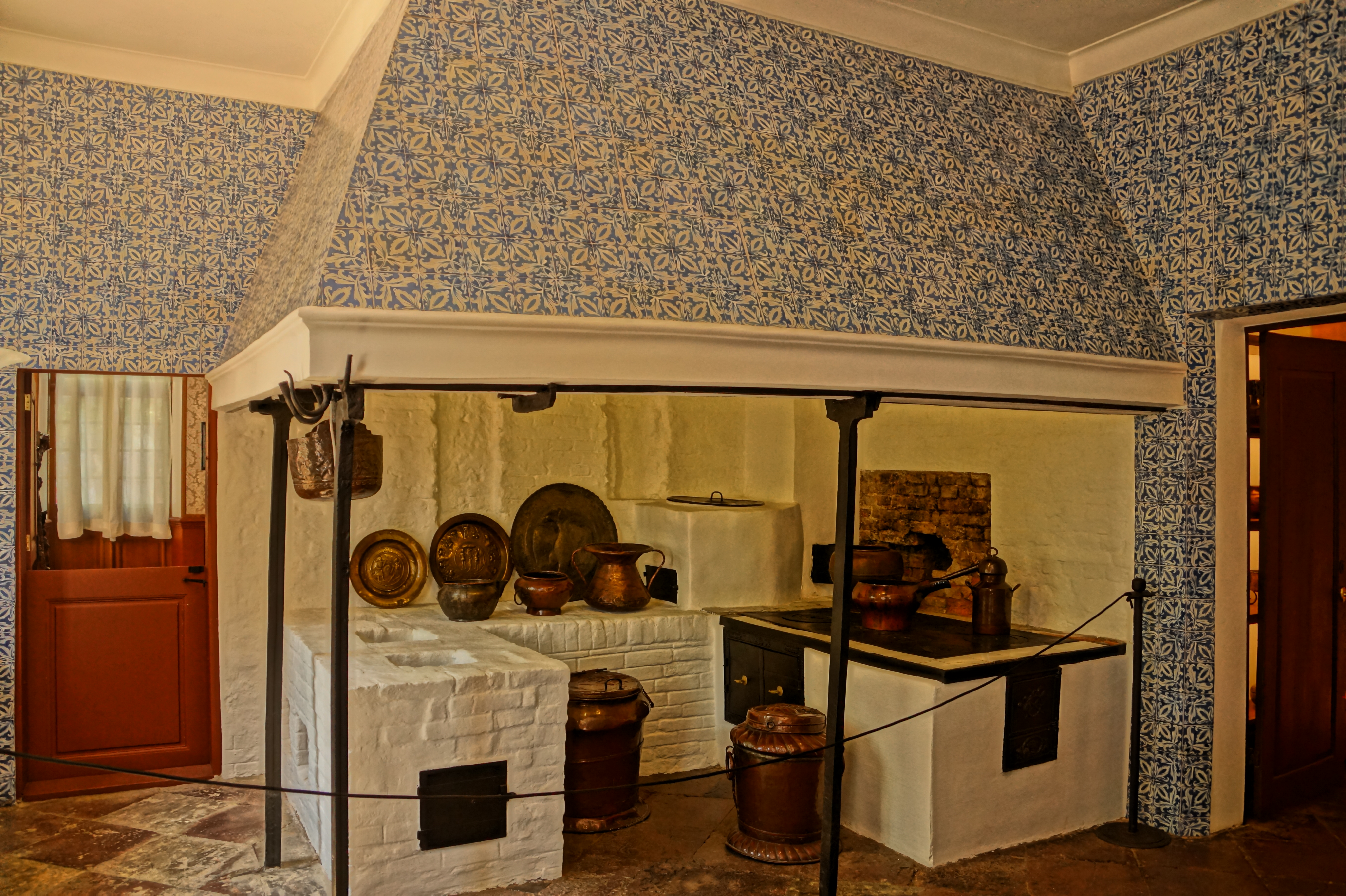
Нижняя поварня во дворце